# Säsong 5 av Teenage Mutant Ninja Turtles (2003)
Säsong 5 av Teenage Mutant Ninja Turtles (2003), som också kallas Ninja Tribunal eller The Lost Episodes, är seriens femte säsong, men sändningarna flyttades fram till efter sjätte säsongen. Comcast började i augusti 2006 sända säsongen över n Comcast-On-Demand. Stor förvirring utbröt över vilken av säsong 5 eller 6 som utspelade sig först. Comcasts sändningar upphörde efter bara fem avsnitt.

## Lista över avsnitt
| Nr |  | Titel                        |  | Regissör    | Manus            |  |  | Originalvisning  |  | TV-kod |  |  |
| --- |  | ---------------------------- |  | ----------- | ---------------- |  |  | ---------------- |  | ------ |  |  |
| 105 |  | "Lap of the Gods"            |  | Roy Burdine | Christopher Yost |  |  | 16 februari 2008 |  |        |  |  |
| Sköldpaddorna förs till Japan för att påbörja sin träning. Titelreferens: Lap of the Gods                                  |  |                              |  |             |                  |  |  |                  |  |        |  |  |
| 106 |  | "Demons and Dragons"         |  | Roy Burdine | Joe Kelly        |  |  | 23 februari 2008 |  |        |  |  |
| Sköldpaddorna påbörjar sin träning med Ninjatribunalen.                                                                    |  |                              |  |             |                  |  |  |                  |  |        |  |  |
| 107 |  | "Legend of the Five Dragons" |  | Roy Burdine | Danny Fingeroth  |  |  | 1 mars 2008      |  |        |  |  |
| Sköldpaddorna tränar med Ninjatribunalen, medan Splinter och Den uråldrige börjar tvivla på den.                           |  |                              |  |             |                  |  |  |                  |  |        |  |  |
| 108 |  | "More Worlds Than One"       |  | Roy Burdine | Christopher Yost |  |  | 8 mars 2008      |  |        |  |  |
| Sköldpaddorna påbörjar sin träning med Ninjatribunalen, och lär sig slåss på såväl det fysiska som det andliga planet.     |  |                              |  |             |                  |  |  |                  |  |        |  |  |
| 109 |  | "Beginning of the End"       |  | Roy Burdine | Joe Kelly        |  |  | 15 mars 2008     |  |        |  |  |
| Sköldpaddorna återvänder till Ninjatribunalen med tredje och sista artifakten. Titelreferens: Beginning of the End         |  |                              |  |             |                  |  |  |                  |  |        |  |  |
| 110 |  | "Nightmares Recycled"        |  | Roy Burdine | Roland Gonzalez  |  |  | ej sänd          |  |        |  |  |
| Donatello, Raphael, Casey Jones och April får reda på att Sopgubben och Hun har något gemensamt.                           |  |                              |  |             |                  |  |  |                  |  |        |  |  |
| 111 |  | "Membership Drive"           |  | Roy Burdine | Christopher Yost |  |  | 2008             |  |        |  |  |
| Michelangelo planerar att, som "Turtle Titan", börja arbeta med Justice Force.                                             |  |                              |  |             |                  |  |  |                  |  |        |  |  |
| 112 |  | "New World Order Part I"     |  | Roy Burdine | Danny Fingeroth  |  |  | 29 mars 2008     |  |        |  |  |
| Den mystiske Shredder återskapas av Fotklanen, och ger sig av för att förgöra Karai. Titelreferens: New World Order        |  |                              |  |             |                  |  |  |                  |  |        |  |  |
| 113 |  | "New World Order Part II"    |  | Roy Burdine | Matthew Drdek    |  |  | 5 april 2008     |  |        |  |  |
| Sköldpaddorna försöker rädda Karai från Fotklanen och Shredder. Titelreferens: New World Order                             |  |                              |  |             |                  |  |  |                  |  |        |  |  |
| 114 |  | "Fathers and Sons"           |  | Roy Burdine | Matthew Drdek    |  |  | 12 april 2008    |  |        |  |  |
| Splinter och Den uråldrige berättar en historia för sköldpaddorna, om ett äventyr när de var yngre.                        |  |                              |  |             |                  |  |  |                  |  |        |  |  |
| 115 |  | "Past and Present"           |  | Roy Burdine | Joe Kelly        |  |  | 19 april 2008    |  |        |  |  |
| Sköldpaddorna och Karai går samman för att besegra Shredder. Titelreferens: Past Present                                   |  |                              |  |             |                  |  |  |                  |  |        |  |  |
| 116 |  | "Enter the Dragons Part I"   |  | Roy Burdine | Christopher Yost |  |  | 26 april 2008    |  |        |  |  |
| Sköldpaddorna allierar sig med några av sina tidigare motståndare för att stoppa Shredder. Titelreferens: Enter the Dragon |  |                              |  |             |                  |  |  |                  |  |        |  |  |
| 117 |  | "Enter the Dragons Part II"  |  | Roy Burdine | Christopher Yost |  |  | 3 maj 2008       |  |        |  |  |
| Med hjälp av sina vänner och motståndare besegrar sköldpaddorna Shredder. Titelreferens: Enter the Dragon                  |  |                              |  |             |                  |  |  |                  |  |        |  |  |

### Fotnoter
1. ↑  "Master Splinter" (16 mars 2012). ”4 Kids Season 5 – Episode 105 (Lap of the Gods)” (på engelska). Mutant Ooze. http://mutantooze.org/wiki/4kids-season-5-episode-105-lap-of-the-gods/. Läst 17 december 2015.
2. ↑  "Master Splinter" (16 mars 2012). ”4 Kids Season 5 – Episode 106 (Demons and Dragons)” (på engelska). Mutant Ooze. http://mutantooze.org/wiki/4kids-season-5-episode-106-demons-and-dragons/. Läst 17 december 2015.
3. ↑  "Master Splinter" (16 mars 2012). ”4 Kids Season 5 – Episode 107 (Legend of the Five Dragons)” (på engelska). Mutant Ooze. http://mutantooze.org/wiki/4kids-season-5-episode-107-legend-of-the-five-dragons/. Läst 17 december 2015.
4. ↑  "Master Splinter" (16 mars 2012). ”4 Kids Season 5 – Episode 108 (More Worlds Than One)” (på engelska). Mutant Ooze. http://mutantooze.org/wiki/4kids-season-5-episode-108-more-worlds-than-one/. Läst 17 december 2015.
5. ↑  "Master Splinter" (16 mars 2012). ”4 Kids Season 5 – Episode 109 (Beginning of the End)” (på engelska). Mutant Ooze. http://mutantooze.org/wiki/4kids-season-5-episode-109-beginning-of-the-end/. Läst 17 december 2015.
6. ↑  "Master Splinter" (16 mars 2012). ”4 Kids Season 5 – Episode 110 (Nightmares Recycled)” (på engelska). Mutant Ooze. http://mutantooze.org/wiki/4kids-season-5-episode-110-nightmares-recycled/. Läst 17 december 2015.
7. ↑  "Master Splinter" (16 mars 2012). ”4 Kids Season 5 – Episode 111 (Membership Drive)” (på engelska). Mutant Ooze. http://mutantooze.org/wiki/4kids-season-5-episode-111-membership-drive/. Läst 17 december 2015.
8. ↑  "Master Splinter" (16 mars 2012). ”4 Kids Season 5 – Episode 112 (New World Order Part I)” (på engelska). Mutant Ooze. http://mutantooze.org/wiki/4kids-season-5-episode-112-new-world-order-part-1/. Läst 17 december 2015.
9. ↑  "Master Splinter" (16 mars 2012). ”4 Kids Season 5 – Episode 113 (New World Order Part II)” (på engelska). Mutant Ooze. http://mutantooze.org/wiki/4kids-season-5-episode-113-new-world-order-part-2/. Läst 17 december 2015.
10. ↑  "Master Splinter" (16 mars 2012). ”4 Kids Season 5 – Episode 114 (Fathers & Sons)” (på engelska). Mutant Ooze. http://mutantooze.org/wiki/4kids-season-5-episode-114-father-sons/. Läst 17 december 2015.
11. ↑  "Master Splinter" (16 mars 2012). ”4 Kids Season 5 – Episode 115 (Past Present)” (på engelska). Mutant Ooze. http://mutantooze.org/wiki/4kids-season-5-episode-115-past-present/. Läst 17 december 2015.
12. ↑  "Master Splinter" (16 mars 2012). ”4 Kids Season 5 – Episode 116 (Enter the Dragons Part I)” (på engelska). Mutant Ooze. http://mutantooze.org/wiki/4kids-season-5-episode-116-enter-the-dragons-part-1/. Läst 17 december 2015.
13. ↑  "Master Splinter" (16 mars 2012). ”4 Kids Season 5 – Episode 117 (Enter the Dragons Part II)” (på engelska). Mutant Ooze. http://mutantooze.org/wiki/4kids-season-5-episode-117-enter-the-dragons-part-2/. Läst 17 december 2015.